# Halbfreie Software
Halbfreie Software (englisch semi-free software) ist Software, die von Privatpersonen kostenfrei zu nichtkommerziellen Zwecken benutzt, kopiert, modifiziert und weitergeben werden kann, deren kommerzielle Nutzung jedoch an Einschränkungen gebunden ist. Die Einschränkungen können je nach Lizenz erheblich oder marginal sein.
Der Begriff geht auf die 1985 gegründete Free Software Foundation (FSF) zurück. Software dieser Klasse fällt nicht unter Freie Software und wird von der FSF mit dem Argument abgelehnt, dass der Ausschluss kommerzieller Nutzung eine eigennützige Einschränkung sei. Seit 2012 nimmt die FSF keine Unterscheidung mehr vor zwischen halbfreier und unfreier Software und stellt die Nutzung derart angepasster Lizenzen in ihre Kategorie der unfreien (proprietären) Software.

## Motivation
Halbfreie Software entsteht vor dem Hintergrund, dass manche Programmentwickler, die nicht von einem Unternehmen für ihre Programmierarbeit bezahlt wurden, ihren ideellen Einsatz eigentlich als kostenlose Hilfe für andere Privatanwender begreifen und die freie Nutzung auf diesen Anwendungsfall beschränken wollen. Die mögliche kommerzielle Verwendung freier Software unter den meisten üblichen Lizenzen (z. B. GPL, BSD, Apache, Public Domain etc.) erscheint manchem dieser Entwickler nicht wünschenswert.
Das war auch durch besonders kontrovers diskutierte Geschäfts- und Verwendungsmodelle motiviert. Beispielsweise ärgerten sich die Programmierer des Amiga-Emulators WinUae darüber, dass das Unternehmen Cloanto den Emulator in einer Kollektion mit diversen Spielen und Hilfsprogrammen als Amiga Forever Pack für rund 60 Dollar verkaufte. Die eMule-Entwickler sahen sich mit Unternehmen wie 3PO Web-Invest konfrontiert, die eine neue proprietäre Version (eMcrypt-Emule) erstellten und kommerziell vertrieben, die sich vom Original nur durch hinzugefügte Spyware unterschied. Dass solche Praktiken bei freier Software urheberrechtlich zulässig sind, empfinden sie als Mangel in der Softwarelizenz und machten entsprechende Einschränkungen und damit eigene Lizenzvarianten. Solche mit Einschränken versehene Software wurden von der FSF dann mit dem Zusatz halb (semi) im Terminus halbfreie Software versehen.
Eine andere Quelle von solcher Software können Firmen sein deren Software das kommerzielle End of Life erreicht hat und diese nun der Nutzergemeinde zur Verfügung stellen wollen, jedoch Einschränkungen (z. B. Nicht-Kommerzialität oder ausschließlich private Nutzung) in die Lizenz einbringen. Damit soll häufig verhindert werden, dass eine Software zu nicht-verfügbarer und nicht mehr wartbarer Abandonware verkommt.

## Lizenzen
Zu bekannten Lizenzen, die zu Softwareveröffentlichungen führen, die unter diese Einordnung gezählt werden können, zählen beispielsweise die Creative Commons License CC-BY-NC-SA, die eine kommerzielle Weiterverwendung nicht erlaubt, die M.A.M.E.-Lizenz oder diverse Shared-Source-Lizenzen von Microsoft mit verschiedenen Einschränkungen.
Daneben existiert eine Vielzahl von sehr unterschiedlichen Firmen- oder Softwareproduktspezifischen Lizenzen, die als Halbfreie-Software-Lizenzen verstanden werden können.

## Beispiele
2013 spendete Adobe Inc. Photoshop 1.0.1 dem Computer History Museum. Der Quelltext wurde unter einer Lizenz veröffentlicht, die zwar eine private Weiterverwendung erlaubt, eine kommerzielle Weiterverwendung ist jedoch ausgeschlossen.
Beispiele für End-of-Life-Veröffentlichungen als halbfreie Software aus dem Computerspiel-Bereich sind Homeworld, Myth II oder Allegiance.